# ليزا سوكولوف
ليزا سوكولوف (بالإنجليزية: Lisa Sokolov)‏ هي مغنية وعازفة جاز وأستاذة جامعية أمريكية، ولدت في 24 سبتمبر 1954 في مانهاست في الولايات المتحدة.

## وصلات خارجية
- ليزا سوكولوف على موقع ميوزك برينز (الإنجليزية)
- ليزا سوكولوف على موقع ديسكوغز (الإنجليزية)